# Clarion (компания)
Clarion Co., Ltd. (яп. クラリオン株式会社 курарион кабусикигайся) (TYO: 6796) — японская компания по производству автомобильной электроники (автомобильные аудиосистемы, навигационные системы, специализированные компьютеры). Является дочерней компанией Hitachi.

## Происхождение названия
Название компании происходит от названия длинного духового инструмента, издающего звук предельно высокой частоты, и впервые появившегося в XIV веке; инструмент с согнутой трубой назывался «кларион», а инструмент с прямой трубой назывался «тромба». Кларион представлял собой S-образный инструмент, похожий на современную трубу, но имел меньшее расширение и более толстые стенки. Он имел тяжёлый мундштук, и считается, что кларион мог поддерживать хороший звуковой баланс с другими инструментами. Такое название было выбрано, чтобы подчеркнуть близкую связь компании Clarion с музыкой.

## История компании
Компания имеет богатую историю и отличается постоянной приверженностью к инновационным разработкам, что позволяет ей быть мировым лидером в области автомобильных аудио-видео устройств и навигации.
- 1940 г., декабрь — Основанная как Hakusan Wireless Electric Company, наша компания начала производство радиостанций для автомобилей японской армии и автономных бытовых радиоприемников — начальный капитал 180,000¥
- 1943 г., ноябрь — Слившись с Takizawa Wireless Electric Industry Co., Ltd, переименовалась в Teikoku Dempa Co., Ltd.
- 1947 г. — Официально зарегистрирована торговая марка Clarion.
- 1948 г. — Произвели первый в Японии усилитель для автобусов (модель A-214)
- 1951 г. — Произвели первую в Японии аудио систему для машины
- 1953 г. — AM радиоприемник «LeParisian» первое устройство, изготовленное в Японии и установленное на заводе Рено на машину Renault4CV, собранное фирмой Hino.
- 1959 г. — Clarion разработала первый в мире транзисторный автомобильный радиоприемник.
- 1959 г., май — Получен первый заказ от NissanMotors®.
- 1962 г., август — Акции Clarion котируются во 2-й секции Токийской биржи
- 1963 г. — Clarion представляет первый в Японии стереофонический радиоприемник для машин (модель CA-802)
- 1968 г. — Clarion начинает производство первого в Японии кассетного стерео-проигрывателя (модель PE-801)
- 1969 г., август — Акции Clarion котируются во 2-й секции Осакской биржи
- 1970 г., февраль — Clarion переводится из 2-й в 1ую секцию Токийской и Осакской бирж.
- 1971 г. — Clarion представляет первый в мире кассетный проигрыватель с авто-реверсом (модельPE-666)
- 1978 г. — Представлена на рынок первая автомобильная компонентная система. Запуск первого шумоподавителя для FM радио (модель CZ1) и первый в мире графический эквалайзер для автомобиля (модель EQB)
- 1979 г. — Clarion разрабатывает первый в мире радиотюнер с подавителем шума средних волн (модель CZ2)
- 1980 г. — Clarion разрабатывает первое в мире радио для мотоциклов.
- 1983 г. — Создание Clarion France
- 1983 г., ноябрь — Основана производственная компания в Мексике.
- 1984 г. — Clarion разрабатывает SAW-конвертер и успешно проводит эксперименты с широко-спектральными передатчиками. Clarion запускает первый в мире цифровой проигрыватель для автомобилей (модель DCA2000).
- 1987 г., июль — CD5000 автомобильный CD-плеер.
- 1990 г. — Clarion награждён Nissan Quality Control
- 1992 г. — Выпущена на рынок навигационная система NAC-200 с голосовым сопровождением.

Clarion также представляет первую систему, комбинирующую AM/FM, CDчейнджер-контроллер и аудио/мобильная связь систему с распознаванием голоса (модель CAL-1000).
- 1993 г. — Беспроводной модем SS Clarion впервые превосходит стандарты установленные японским правительством и запускается в производств. В обзоре качества продукции, J.D. PowerAssociatesназывает Clarionлучшим из всех поставщиков OEMкомпонентов для автоиндустрии. Clarion CMH270CD, с моторизованной передней панелью, удостаивается премии «Лучший Дизайн» от Ассоциации Авто Аудио Прессы (ECAP). Clarion разрабатывает первую активную цифровую систему управления (модель ADCS-1)
- 1994 г. — Clarion выпускает компактный 4-MD чейнджер в Европе. CR123RM становится моделью года в Европе. Clarion France становится одним из основателей IASCA во Франции (Международная Ассоциация за Качество Звука в Автомобиле).
- 1995 г. — Clarion представляет первый в мире моторизованный монитор в корпусе размера 1 DIN(ModelTVX4151). Clarion запускает первую автомобильную мультимедийную систему (TTX7101 и VMA9181). ECAP награждает её в номинации «Инновация».
- 1996 г. — Увидела свет навигационная система Clarion, совместимая с VICS(Автомобильная информация & Коммуникационная Система).

18-дисковый CDC1805 становится продуктом года (ECAP).
- 1997 г. — Основана производственная компания в Венгрии. Clarion VRX8370R становится первым мультимедиа центром в Европе и получает награду от EISA «EuropeanCarAudioSystem97/98».
- 1998 г. — Инженерный отдел Clarion получает сертификат QS9000, международный стандарт качества установленный Большой Тройкой американских автопроизводителей. Clarion и Microsoft совместно разрабатывают AutoPC, первый в мире бортовой персональный компьютер. Clarion разрабатывает GPS-приемник совместно с американской компаний Rockwell. Clarion выпускает навигационную систему с голосовым управлением. Навигационная система NAX9400E отмечена в Германии.
- 2000 г. — Основание Clarion Sales Co., Ltd. (США) и Clarion Devices Co., Ltd. HCX Corporation — совместное предприятие между Clarion, Hitachi® и Xanavi Informatics®.
- 2001 г. — Многих называют, но лишь некоторых выбирают. Clarion AXZ613R становится «Лучшим продуктом года» 2001/2002 по оценкам Европейской Ассоциации АвтоАудио Прессы (ECAP). Судьи, представляющие 8 основных ассоциаций Европы, отдали свои голоса кассетной магнитоле ClarionAXZ613Rкак «идеальному сочетанию красоты и функциональности».

Те, кто любит звук, любят Clarion. «Autohifi», ведущий немецкий журнал об авто-аудио, назвал Clarion DAH913 и DXZ718R «Абсолютным Высшим Классом». DAH913 победил 6 других производителей. DXZ718R доминирует в категории «Звук», вдохновляя авторов на слова «новый объект вожделения».
Clarion не только слышно, но и видно. В соревнованиях БЕЗ ЗВУКА — Европейская Ассоциация Мобильных Устройств (EMMA) Clarion доминирует и побеждает в трех категориях Европейского Чемпионата и во многих национальных первенствах.
- 2001 г., ноябрь — "AutoPC CADIAS™ (первый в мире автомобильный компьютер) представлен на Токийском Автошоу.
- 2002 г., март — Спутниковый радиоприемник представлен в США DXZ928R (первый в мире CD-проигрыватель с DolbyPro-LogicIIпроцессором) становится Лучшим в Европе Головным Аппаратом (EISA). Конкуренция была жестокой, но победитель был очевиден. ClarionDXZ928R продемонстрировал непобедимую комбинация эффекта, функция и соотношения цена/качество и стал лучшим аппаратом EISA «2002/2003». За него проголосовало 50 лучших журналов из 20 стран, что показало кто лучший в Европе.
- 2006 г., июль — Выпущена навигационная система с жёстким диском и голосовым управлением NAX.
- 2007 г., февраль — На МКС отправлен для штатной работы AV-ресивер clarion VRX928RVD в комбинации с DVD-чейнджером VCZ628. Это первый полёт развлекательной системы в космос и компоненты Clarion выбраны, как самые надёжные на Земле.
- 2008 г., август — Выпущен первый автономный коммуникатор Clarion MIND (Mobile Internet Navigation Device) с операционной системой Linux и новейшим процессором IntelAtom.
- 2010 г., апрель — Увидело свет второе поколение бездисковых автомобильных аудио ресиверов — серия FZ, которое задало новую тенденцию развития рынка автомобильных аудио-систем.
- 2011 г., май — Новая флагманская модель мультимедийной навигационной системы clarion NX501 с жёсткой памятью вобрала в себя все новейшие технологии нашего времени и снова задала ориентир для всех участников рынка.
- 2012 г., ноябрь — На навигаторы Clarion ставится карта СитиГИД — самая детальная автомобильная карта на сегодняшний день

## Деятельность компании
Продукция компании поделена на два основных подразделения:
- дивизион OEM-бизнеса: разработка и распространение автомобильных систем среди основных мировых производителей автомобильной электроники;
- дивизион продаж: распространение продуктов для розничных каналов.